# Carl Remigius Fresenius
Carl Remigius Fresenius (Frankfurt am Main, 28 de dezembro de 1818 – Wiesbaden, 11 de junho de 1897) foi um químico alemão, conhecido por seus estudos sobre química analítica.

## Formação e carreira
Fresenius começou a estudar na Universidade de Bonn em 1840, e um ano depois seguiu para a Universidade de Giessen, onde foi assistente no laboratório de Justus von Liebig, tornando-se professor assistente em 1843.
Em 1845 foi indicado para a cátedra de química, física e tecnologia do Nassauisches Institut für Landwirtschaft.

## Obras
- Neue Verfahrensweisen zur Prüfung der Pottasche und Soda, der Aschen, der Säuren, insbesondere des Essigs, so wie des Braunsteins auf ihren wahren Gehalt und Handelswerth : für Chemiker, Pharmaceuten, Techniker und Kaufleute ; lediglich nach eigenen Versuchen bearb. . Winter, Heidelberg 1843 Digital edition by the University and State Library Düsseldorf
- Anleitung zur qualitativen chemischen Analyse oder die Lehre von den Operationen, von den Reagentien und von dem Verhalten der bekannteren Körpern zu Reagentien : für Anfänger und Geübtere . Vieweg, Braunschweig 9th ed. 1856 Digital edition by the University and State Library Düsseldorf
- Anleitung zur quantitativen chemischen Analyse oder die Lehre von der Gewichtsbestimmung und Scheidung der in der Pharmacie, den Künsten, Gewerben und der Landwirtschaft häufiger vorkommenden Körper in einfachen und zusammengesetzten Verbindungen : für Anfänger und Geübtere ; mit 190 Holzstichen . Vieweg, Braunschweig 5th ed. 1870 Digital edition by the University and State Library Düsseldorf